# Psophocarpus lukafuensis
Psophocarpus lukafuensis là một loài thực vật có hoa trong họ Đậu. Loài này được (De Wild.) R.Wilczek miêu tả khoa học đầu tiên.